# Baltički kup
Baltički kup (engl. Baltic Cup), međunarodno ragbijsko natjecanje u kojem sudjeluju klubovi iz Rusije, Poljske, Latvije i Finske.
Pobjednik Baltičkog kupa za 2006. godinu je ruska Slava Zenit.

## Vanjske poveznice
- http://www.rugby.lv/brcu/html/?x=teams%5Bneaktivna+poveznica%5D